# Cataetyx
Cataetyx es un género de peces marinos de la familia de las brótulas vivíparas, distribuidos por aguas de todos los océanos del mundo así como por el mar Mediterráneo.
Son especies de entre 10 y 65 cm de longitud, que viven posados sobre el lecho marino, en aguas desde profundas a medianamente profundas de la plataforma continental, donde se alimentan de invertebrados bentónicos.

## Especies
Existen 12 especies consideradas válidas:
- Cataetyx alleni (Byrne, 1906) - Brótula de Allen.
- Cataetyx bruuni (Nielsen y Nybelin, 1963)
- Cataetyx chthamalorhynchus (Cohen, 1981)
- Cataetyx hawaiiensis (Gosline, 1954)
- Cataetyx laticeps (Koefoed, 1927) - Brótula de cabeza plana.
- Cataetyx lepidogenys (Smith y Radcliffe, 1913)
- Cataetyx messieri (Günther, 1878) - Brótula patagónica.
- Cataetyx nielseni (Balushkin y Prokófiev, 2005)
- Cataetyx niki (Cohen, 1981)
- Cataetyx platyrhynchus (Machida, 1984)
- Cataetyx rubrirostris (Gilbert, 1890) - Brótula de cara roja.
- Cataetyx simus (Garman, 1899)